# Parti national d'Australie-Occidentale
Le Parti national d'Australie-Occidentale (National Party of Western Australia en anglais) est un parti politique de l'Australie-Occidentale en Australie. Il est affilié avec le Parti national d'Australie, mais il maintient une structure et une identité séparées. 
Il a été fondé en 1913 sous le nom de Country Party of Western Australia avec le but de représenter les intérêts des fermiers et des pasteurs. Il est devenu le premier parti agraire à gagner des sièges en Australie lors des élections d'État de 1914. Depuis ce temps, il a toujours conservé des sièges à l'Assemblée législative et au Conseil législatif. Ses députés sont particulièrement élus dans la région de Weatbelt. Dans le passé, il a également eu des sièges au niveau fédéral.

## Annexe